# Großsteingrab Søsum By 1
Das Großsteingrab Søsum By 1 war eine megalithische Grabanlage der jungsteinzeitlichen Nordgruppe der Trichterbecherkultur im Kirchspiel Stenløse in der dänischen Kommune Egedal. Es wurde im 19. oder frühen 20. Jahrhundert zerstört.

## Lage
Das Grab lag ostsüdöstlich von Søsum und nordöstlich des Hofs Sigersdal, wenige Meter östlich einer Kurve des Sigersdalvej. In der näheren Umgebung gibt bzw. gab es zahlreiche weitere megalithische Grabanlagen.

## Forschungsgeschichte
Im Jahr 1875 führten Mitarbeiter des Dänischen Nationalmuseums eine Dokumentation der Fundstelle durch. Bei einer weiteren Dokumentation im Jahr 1942 waren keine baulichen Überreste mehr auszumachen.

## Beschreibung
Die Anlage besaß eine wohl recht flache runde Hügelschüttung unbekannter Größe, die wohl nur bis zu den Oberkanten der Wandsteine gereicht hatte. Über eine mögliche steinernen Umfassung ist nichts bekannt.
Der Hügel enthielt eine nordnordwest-südsüdöstlich orientierte Grabkammer, die wohl als Ganggrab anzusprechen ist und die wohl etwas in den anstehenden Boden eingetieft war. Zu den Maßen der Kammer und der Anzahl der Wadnsteine liegen keine Angaben vor. Es wurden drei Decksteine festgestellt, die gesprengt im Inneren der Kammer lagen. Im Ostsüdosten wurden mögliche Reste eines Gangs entdeckt.